# Miasto rozstań
Miasto rozstań (ang. Separation City) – nowozelandzki komediodramat z 2009 roku napisany przez Toma Scotta oraz wyreżyserowany przez Paula Middleditcha. Wyprodukowany przez wytwórnię K5 Film i New Holland Pictures. Zdjęcia do filmu rozpoczęto 8 października 2008 roku, a zakończono w czerwcu 2009 roku. Film opowiada historię upadku dwóch małżeństw – Nicholsonów i Beckerów, która ma miejsce w Wellington w Nowej Zelandii.
Premiera filmu miała miejsce w Nowej Zelandii 6 sierpnia 2009 roku.

## Opis fabuły
Film opowiada historię małżeństwa Simona (Joel Edgerton) i Pam (Danielle Cormack) Nicholsonów. Simon to przyzwoity facet, który jest żonaty z uroczą kobietą, Pam. Wraz z dwójką dzieci mieszkają na przedmieściach Wellington. Po pewnym czasie, ich związek zaczyna iskrzyć. Simon jest zmęczony brakiem seksu, a także odczuwa pierwsze skutki kryzysu średniego. W życiu mężczyzny pojawia się młoda matka, wiolonczelistka Katrien Becker (Rhona Mitra), która także nie jest szczęśliwa w małżeństwie i jest zdradzana przez swojego męża, Klausa (Thomas Kretschmann). Razem postanawiają naprawić swoje relacje.

## Obsada
- Joel Edgerton jako Simon Nicholson, mąż Pam
- Danielle Cormack jako Pam Nicholson, żona Simona
- Rhona Mitra jako wiolonczelistka Katrien Becker, żona Klausa
- Thomas Kretschmann jako Klaus Becker, mąż Katrien
- Les Hill jako Harry Ronayne
- Alan Lovell jako Archie Boyle
- Michelle Langstone jako Julie
- Jodie Rimmer jako Joanne
- Phil Brown jako Keith
- Stephanie Paul jako Pip
- Grant Roa jako Tem Bristow
- Kate Harcourt jako pani Simpson

i inni